# Sista sommaren (1981)
Sista sommaren (engelska: On Golden Pond) är en amerikansk dramafilm från 1981, i regi av Mark Rydell. Filmen är baserad på en pjäs av Ernest Thompson. I huvudrollerna ses Katharine Hepburn, Henry Fonda och Jane Fonda.

## Handling
Ett par ska träffa sin dotter som de inte sett på flera år, hon har gift sig och styvsonens förhållande till hennes far blir det som hon alltid har önskat sig. Ska far och dotter kunna prata med varandra till slut?

## Om filmen
Filmen är inspelad bland annat i Concord.
Den hade premiär i USA den 4 december 1981. Den svenska premiären var den 19 mars 1982 och filmen är tillåten från 7 år.
Filmen är Henry Fondas sista och också den enda där både Henry och Jane Fonda är med.

## Rollista i urval
- Katharine Hepburn - Ethel Thayer
- Henry Fonda - Norman Thayer Jr
- Jane Fonda - Chelsea Thayer Wayne
- Doug McKeon - Billy Ray
- Dabney Coleman - Bill Ray
- William Lanteau - Charlie Martin
- Christopher Rydell - Sumner Todd
- Troy Garity - ung pojke (ej krediterad)

## Utmärkelser
- 1981 - National Board of Review - NBR Award - Bästa skådespelare, Henry Fonda
- 1982 - Oscar - Bästa manliga huvudroll, Henry Fonda (med sina 76 år är han den äldsta som fått en Oscar i denna kategori)
- 1982 - Oscar - Bästa kvinnliga huvudroll, Katharine Hepburn (detta var hennes fjärde Oscar i kategorin, vilket är rekord[2])
- 1982 - Oscar - Bästa manus, Ernest Thompson

Förutom ovanstående tre Oscars var filmen nominerad i sju kategorier.
- 1982 - American Movie Awards - Marquee - Bästa skådespelare, Henry Fonda
- 1982 - American Movie Awards - Marquee - Bästa skådespelerska, Katharine Hepburn
- 1982 - American Movie Awards - Marquee - Bästa kvinnliga biroll, Jane Fonda
- 1982 - Golden Globe - Bästa dramafilm
- 1982 - Golden Globe - Bästa skådespelare i dramafilm, Henry Fonda
- 1982 - Golden Globe - Bästa manus, Ernest Thompson
- 1982 - Writers Guild of America - WGA Award - Bästa dramafilm baserad på annat medium, Ernest Thompson.
- 1983 - BAFTA Awards - BAFTA Film Award - Bästa skådespelerska Katharine Hepburn